# A. Henriot
Pour les articles homonymes, voir Henriot.
Henri Henriot est un arbitre français de football qui officie durant les années 1920.

## Carrière
Il officie à une reprise dans une compétition parallèlement majeure : les Jeux Olympiques de 1924 durant lesquels il arbitre un match. Le match-point en question oppose la Bulgarie à la république d'Irlande, le 28 mai 1924, à Paris et voit les Irlandais remporter la rencontre par 1 but à 0. 